# Spurverbreiterung

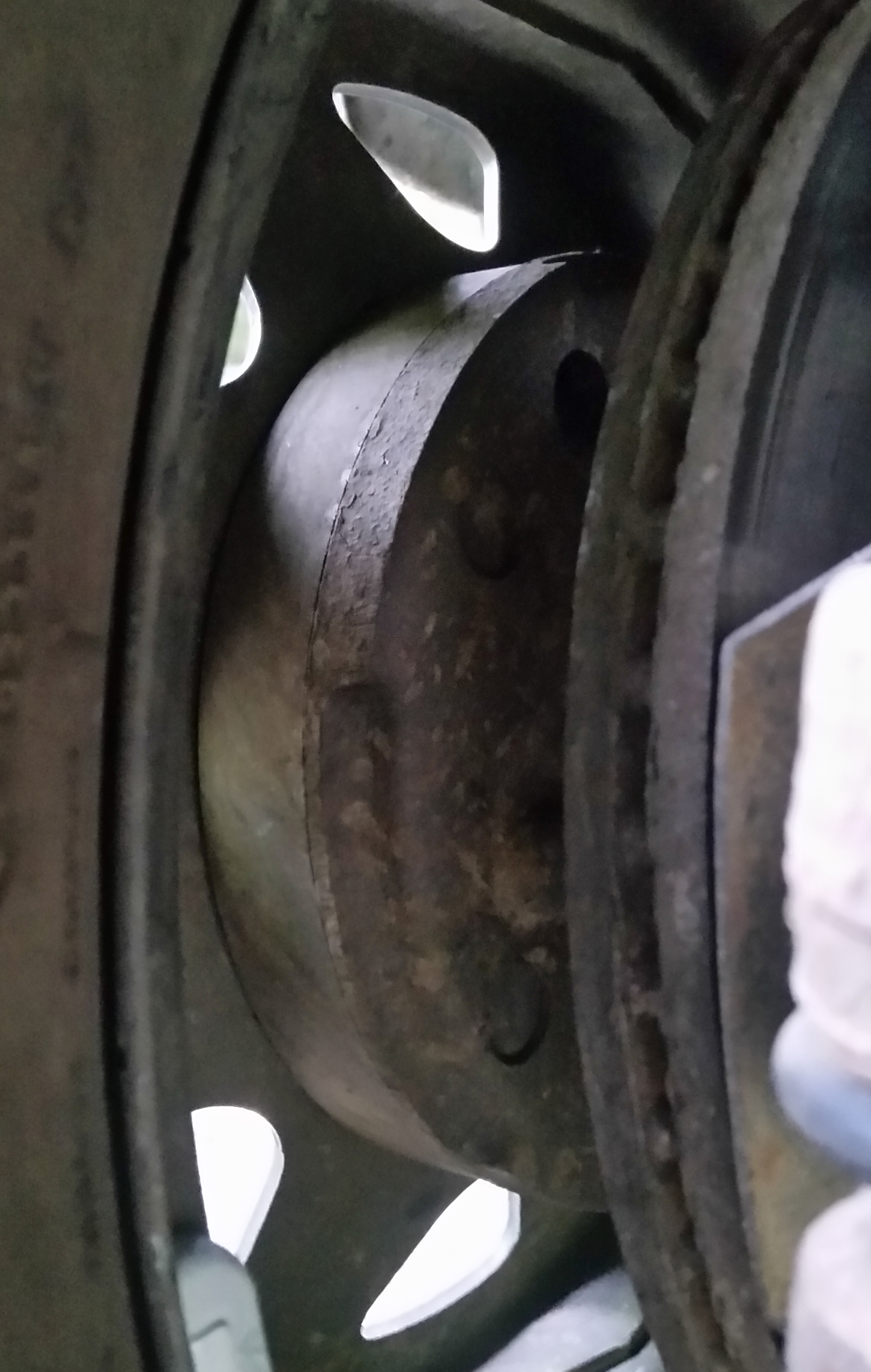
Geländewagenspurverbreiterung zur Fahrwerksstabilisierung bei einem Land Rover Defender (Innenseitenansicht)

Eine Spurverbreiterung ist beim Pkw eine nachträgliche Vergrößerung der Spurweite. Sie wird beim Fahrzeugtuning vorgenommen und dient meist der optischen Aufwertung des Fahrzeugs. Gleichzeitig sollen auch das Fahrverhalten durch geringere Seitenneigung und die Fahrstabilität verbessert werden. Spurverbreiterungen werden in Form von gelochten Distanzscheiben zwischen Radaufnahme und Radflansch angebracht. Um die Spur zu verbreitern, können auch Räder mit geringerer Einpresstiefe verwendet werden.

## Anbringung
Werden Distanzscheiben, auch Spurplatten genannt, angebracht, müssen zur Befestigung der Räder längere Radschrauben verwendet werden. Die benötigte Länge der Schrauben errechnet sich aus der verwendeten Spurverbreiterung. Zur originalen Gewindelänge muss die Dicke der Distanzscheiben – also der halbe Betrag der Spurverbreiterung – addiert werden. Die originalen Schrauben können und dürfen in keinem Fall mehr verwendet werden, da sie sich nicht mehr so tief einschrauben lassen, dass sie die Räder sicher halten.
Es wird zwischen zwei Typen von Distanzscheiben unterschieden. Distanzscheiben ohne Bund finden vorrangig für geringe Spurverbreiterungen Anwendung. Die Scheiben sind so dünn, dass der Radflansch sich weiter auf dem Zentrierbund der Nabe zentrieren kann. Bei dickeren Distanzscheiben steht der Zentrierbund nicht mehr ausreichend heraus. Diese Distanzscheiben weisen an der Außenseite einen eigenen, größeren Zentrierbund auf. Damit sind jedoch auch Räder mit größerer Nabenbohrung (Mittellochzentrierung) nötig.

## Technische Folgen
Eine Spurverbreiterung kann das Fahrverhalten auch ungünstig beeinflussen. Das Fahrzeug wird empfindlich auf Spurrillen. Fahrbahnstöße oder unsymmetrische Bremskräfte, zum Beispiel durch nicht ganz gleichmäßig wirkende Bremsen oder ungleiche Fahrbahnbeläge werden in  der Lenkung spürbar. Die Belastung etlicher Fahrwerkskomponenten und auch der Radschrauben (bei Verwendung von Spurplatten) steigt durch den größeren Hebelarm stark an. Spurplatten minderer Qualität sind oft nicht ausgewuchtet und können daher beim Fahren zu starken Vibrationen durch die entstehende Unwucht führen.

## Rechtliche Grundlagen
Voraussetzung für die zulässige Verwendung von Spurverbreiterungen sind entsprechende Räder, der jeweilige Fahrzeugtyp und die entsprechende Bereifung. Die Verwendung von Spurverbreiterungen ohne Allgemeine Betriebserlaubnis (ABE) kann strafbar sein. Diese sollte unter anderem eine Zertifizierung nach DIN ISO EN 9001 und ein Festigkeitsgutachten über die Dauerfestigkeit der Scheiben enthalten. Auch kann eine Eintragung im Fahrzeugschein erforderlich sein. 